# Dorival Souza Barreto Júnior
Dorival Souza Barreto Júnior (* 10. April 1964 in Jequié, Bahia) ist ein brasilianischer römisch-katholischer Geistlicher und ernannter Bischof von Januária.

## Leben
Dorival Souza Barreto Júnior studierte von 1981 bis 1983 Philosophie an der Katholischen Universität von Salvador und von 1984 bis 1987 Katholische Theologie am Theologischen Institut des Erzbistums São Sebastião do Rio de Janeiro. Er wurde am 19. Juli 1987 durch den Koadjutorbischof von Montes Claros, Geraldo Majela de Castro OPraem, zum Diakon geweiht. Am 10. März 1988 empfing er in der Kathedrale Nossa Senhora Aparecida durch den Bischof von Montes Claros, José Alves de Sà Trindade, das Sakrament der Priesterweihe.
Nach der Priesterweihe war Dorival Souza Barreto Júnior zunächst als Pfarrvikar der Pfarreien São João Batista in Montes Claros (1988) und Senhor do Bonfim in Engenheiro Navarro (1988–1990) tätig, bevor er Pfarrer der Pfarrei Nossa Senhora da Consolação in Montes Claros und Diözesankanzler des Erzbistums Montes Claros wurde. 1992 wurde er zudem Pfarradministrator der Pfarrei Santo Antônio da Boa Vista in São João da Ponte. Noch im gleichen Jahr wurde Barreto Júnior für weiterführende Studien nach Rom entsandt, wo er 1995 am Päpstlichen Athenaeum Sant’Anselmo ein Lizenziat im Fach Liturgiewissenschaft erwarb. Von 1996 bis 2006 war Dorival Souza Barreto Júnior erneut Diözesankanzler. Daneben wurde er 2002 an der Päpstlichen Universität Gregoriana zum Doktor der Theologie promoviert. 2008 wurde Barreto Júnior Pfarrer der Kathedrale Nossa Senhora Aparecida in Montes Claros sowie Diözesanökonom und Mitglied des Vermögensverwaltungsrates, des Priesterrates, des Konsultorenkollegiums und des Pastoralrates des Erzbistums Montes Claros. Parallel dazu absolvierte er von 2009 bis 2011 an der Pontifícia Universidade Católica de Minas Gerais in Belo Horizonte Kurse im Fach Philologie.
Seit 2013 war Dorival Souza Barreto Júnior Pfarrer der Pfarrei Nossa Senhora da Conceição e São José in Montes Claros. Ferner war er Vize-Diözesankanzler, Dechant und Koordinator der erzbischöflichen Kommission für die sakrale Kunst und die Kulturgüter. Daneben lehrte Barreto Júnior Liturgiewissenschaft an den Priesterseminaren in Montes Claros und in Diamantina sowie Lateinische Sprache und Kultur an der Universidade Estadual de Montes Claros.
Am 4. November 2020 ernannte ihn Papst Franziskus zum Titularbischof von Tyndaris und zum Weihbischof in São Salvador da Bahia. Der Erzbischof von São Salvador da Bahia, Sérgio Kardinal da Rocha, spendete ihm am 3. Januar 2021 in der Kirche Nossa Senhora da Conceiçao e São José in Montes Claros die Bischofsweihe; Mitkonsekratoren waren der Erzbischof von Montes Claros, João Justino de Medeiros Silva, und der Bischof von Caruaru, José Ruy Gonçalves Lopes OFMCap.
Papst Leo XIV. bestellte ihn am 18. Juni 2025 zum Bischof von Januária.